# Уюкский хребет
Ую́кский хребе́т — горный хребет в Республике Тува (Россия).
Протяжённость хребта составляет около 120 км. Высшая точка — гора Бура (2311 м). Хребет сложен сланцами, песчаниками, конгломератами, эффузивами. Водоразделы имеют выровненный характер, склоны расчленены глубокими долинами. Лесостепные ландшафты подножий хребта сменяются по северным склонам лиственничными лесами, которые выше переходят в кедрово-лиственничную тайгу. На большей части южного склона преобладает степная растительность.